# 金永敏
金永敏（韓語：김영민，1971年11月5日—），韓國男演員。

## 演艺经历
金永敏於2001年通過金基德的電影《收件人不詳》出道，其後主要參演話劇及電影，並曾在數部電影中擔任主角。至2016年起開始參演電視劇，間中擔任主角角色，並曾因童顏外貌及《我的大叔》的角色引起關注，是成名較晚的演員。

## 演出作品

### 電視劇
- 2008年：MBC《絕世女警朴真金》
- 2008年：MBC《貝多芬病毒》飾演 鄭明煥
- 2016年：JTBC《Fantastic》飾演 崔振泰
- 2018年：tvN《我的大叔》飾演 都俊永
- 2018年：MBC《捉迷藏》飾演 文在尚
- 2019年：OCN《救救我2》飾演 成哲宇
- 2019年：tvN《愛的迫降》飾演 鄭萬福
- 2020年：JTBC《夫妻的世界》飾演 孫濟赫
- 2020年：JTBC《私生活》飾演 金在旭
- 2022年：tvN《軍檢察官多伯曼》飾演 龍文九
- 2022年：tvN《我們的藍調時光》特別出演 美蘭的第二任前夫
- 2022年：KBS2《謝幕：樹立而死》特別出演 李英勳
- 2024年：tvN《泪之女王》飾演 金英松
- 2024年：Netflix《政壇旋風》飾演 姜尚均
- 2024年：TVING《或好或壞的東載》飾演 高檢廳長（特別出演）

### 電影
- 2001年：《收件人不詳（朝鲜语：수취인불명）》飾演 志欽
- 2003年：《春去春又來》飾演 勝（青年）
- 2003年：《我有破壞自己的權利（朝鲜语：나는 나를 파괴할 권리가 있다）》飾演 東植
- 2006年：《殘酷的上班（朝鲜语：잔혹한 출근）》飾演 雨雪鬼怪
- 2006年：《非常特別的客人》飾演 張基勇
- 2008年：《慶祝！我們的愛（朝鲜语：경축! 우리 사랑）》飾演 久尚
- 2008年：《最熟悉的陌生人（朝鲜语：멋진 하루）》飾演 大熙
- 2009年：《像煙花像蝴蝶（朝鲜语：불꽃처럼 나비처럼）》飾演 高宗
- 2009年：《Kill Me（朝鲜语：킬미）》飾演 閔室長
- 2011年：《對不起，謝謝你（朝鲜语：미안해, 고마워）》飾演 英真
- 2011年：《白色：詛咒的旋律（朝鲜语：화이트: 저주의 멜로디）》飾演 李太容
- 2011年：《決戰投手丘（朝鲜语：퍼펙트 게임 (2011년 영화)）》飾演 姜成泰
- 2013年：《華頤：吞噬怪物的孩子》飾演 正民
- 2014年：《殺人者（朝鲜语：살인자 (영화)）》飾演 智秀的爸爸（特別出演）
- 2014年：《一對一》飾演 吳賢
- 2015年：《聖母（朝鲜语：마돈나 (영화)）》飾演 相宇
- 2015年：《俠女：刀的記憶（朝鲜语：협녀, 칼의 기억）》飾演 高麗王
- 2016年：《解語花》飾演 PD（特別出演）
- 2016年：《第11個哥哥》飾演 父親
- 2016年：《困獸之網（朝鲜语：그물 (영화)）》飾演 東植
- 2016年：《蜜月酒店殺人事件》飾演 吳大志
- 2017年：《代立軍（朝鲜语：대립군）》飾演 全齡（特別出演）
- 2019年：《長大的傢伙（朝鲜语：크게 될 놈）》飾演 姜教導官
- 2019年：《季節與季節之間（朝鲜语：계절과 계절 사이）》飾演 賢宇
- 2019年：《燦實也多福》飾演 張國榮
- 2020年：《法國女人》飾演 黃成佑
- 2022年：飾演 宗旭
- 2022年：飾演 趙淳佑
- 2024年：《送货上门》饰演 郑贵[3]
- 待定：《雨光》飾演 李聖民
- 待定：《高考，出題的秘密》饰演 朴景泰

## 獎項及提名
| 年份 | 頒獎典禮              | 獎項       | 作品                         | 結果 |
| ---- | --------------------- | ---------- | ---------------------------- | ---- |
| 2021 | 第7屆APAN Star Awards | 男子演技賞 | 《愛的迫降》、《夫妻的世界》 | 獲獎 |